# 羅馬帝國政府
古羅馬在進入帝國時代後，行政體係由原本共和時代的元老院移交給皇帝大權獨攬，雖然最初幾位皇帝都並沒有正式稱帝（例如屋大维），但是實際上已經具備帝制的特點，所以整個政府可以說是由皇帝領導而運作。

## 皇帝
照理來說帝權（his imperium）的開始，是從行政權（potestas tribunicia）以及公權力（imperium proconsulare）的概念融合衍伸而來。理論上行政權可以說是繼承了共和時代護民官的概念，可以有權登上皇位、賦予政府權威以及皇帝的權威，這些力量都遠超過共和時代羅馬人民組成的政府，這包含控制權力和主宰立法；公權力則和共和時代的資深執政官的概念相近，是由軍隊賦予其權威，當然在前共和體制之下，也會由元老院和羅馬人民大會賦予，由此權威所賦予的權力包含宣戰和外國元首締約。
皇帝的權威也相應而來一些義務，就是被監察官所督責，其權力甚至可以控制皇帝和元老院成員間的關係，另外皇帝也可以控制宗教機關，當皇帝登基之後就會永遠兼任羅馬的最高神官（Pontifex Maximus），並且成為大祭司團的成員之一，當早期帝制甫運作時也曾經瀕臨失敗，但是隨著時間的推移，支持憲政體制的人變少而支持君主體制的人增加。
在實際的狀況下主要會支持皇帝權力以及權威的仍是軍隊，而軍人的報酬就是整個帝國的財富，軍隊每年的收益就足以讓士兵們擁護皇帝。
當皇帝駕崩在過渡時期所衍伸的國債以及犯罪，理論上會讓元老院盡快選出新帝，但是絕大多數的皇帝會在生前指定繼承人，通常會是親近的家族成員，而新帝也會盡速的尋求各界的認可，已取得其象徵性和政治性的國家領導地位，在有禁衛軍作為盟友的情況下，皇帝通常不會希望服務比享受還多，故為了確保軍隊的忠誠，多數皇帝給予其donativum－一種金錢性的報酬。

## 元老院

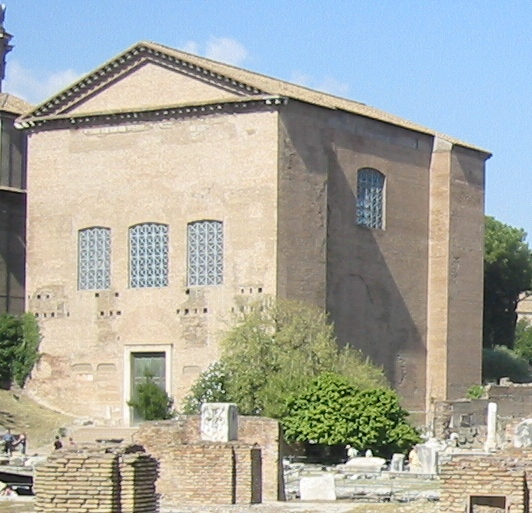
羅馬元老院的遺址

當帝制建立後羅馬的人民大會仍然存在，但是其權力被移轉至元老院，所以元老院的決議可以說和法律相當。
理論上皇帝和元老院在政府中使兩個平行的單位，依照共和主義者的論調元老院的權限應該比皇帝還要來的大，然而在專制政體之下這些所謂的立法機關難免就如橡皮圖章一般，真的大权都被皇帝牢牢掌控。
在古代的制度中皇帝可以展現他不同他人的風範，當元老院開會時皇帝會列席於兩位執政官之間，而通常他會扮演會議中的主席，資深元老發言之前會比較低階的元老先發言，但是皇帝可以在會議中的任何時候發言，在帝國三個世紀的歲月裡，元老院依舊扮演著一個多元權威的體系。

## 元老階級與騎士階級
沒有皇帝是不需要元老院和騎士們的支持的，多數帝國的重要官職，都會從這個重要的階級來取材，這兩大勢力可以從固有的階級遍佈於各行省的政府、軍團司令，甚至任何性質相似的職位都可以挑選。
這兩大階級相當緊密的結合在一起而兩者都相當保守，如果是相當成功的人可能會破例進入，但是這相當罕見，各領域的輕年貴族可以憑藉著其家族的關聯性來發揮影響力，重點在於能力、知識、技巧、財富、資助等，都會是成功者的重要憑藉以獲取皇帝的信任，進而登上政府的最高官員。

### 元老階級
元老院在政府扮演審議的角色，並且在共和時代與帝國時代扮演要角，其拉丁文：Senatus辭源於拉丁文－senex意思是老人或長者；羅馬政治思想大哲西賽羅曾說，元老院是公众事物的引導者、辯護者和捍衛者。

### 騎士階級
拉丁文：eques，複數equites。騎士階級是羅馬上流社會的較低階層，其位列元老階級（senator）之下。這個階層常常被譯為騎士，但這翻譯卻常常容易讓人們和中世紀的騎士混淆起來。
在公元前2世紀，格拉古兄弟改革對騎士階級與元老階級做出了正式的區分。屋大維曾規定－平民可以藉由捐款來成為騎士階級。而騎士則可通過被選為長官（magistracy），上升到元老階級，不過這只是極少數的情況。不過騎士階級被允許經商，而元老階級卻不能。

### 首席元老
首席元老（princeps senatus），是羅馬元老院的領導人，原則上他並屬於晉升體系（cursus honorum）的一環，實質上也並未擁有統治大權，但是在元老們中擁有相當的威望。